# Félix Candela
Félix Candela Outeriño (Madrid, 27 de enero de 1910 - Durham, Carolina del Norte, 7 de diciembre de 1997) fue un arquitecto de nacionalidad española y mexicana, famoso por la creación de estructuras basadas en el uso extensivo del paraboloide hiperbólico.

## Biografía
En 1927 ingresó en la facultad de Ciencias de la Universidad Central como formación previa a su ingreso en la E.T.S. de Arquitectura de Madrid, terminando la carrera en 1935. Mientras dura su carrera es un destacado deportista, ganando el campeonato nacional de esquí en 1932 y de rugby en 1934.
Continuó sus estudios en la Real Academia de Bellas Artes de San Fernando junto con Eduardo Robles Piquer y Fernando Ramírez de Dampierre. Por entonces conoció a Eduardo Torroja y sus técnicas de uso de cubiertas de hormigón. Por su tesis doctoral recibió la beca Conde de Cartagena de la Academia en 1936 para ir a ampliar estudios en Alemania, pero el estallido de la Guerra Civil se lo impide. Formó parte del Ejército Popular Republicano como capitán de ingenieros. Tras pasar por los campos de concentración de Saint-Cyprien y Le Barcarés en Perpiñán, decidió exiliarse en México adonde llegó el 13 de junio de 1939 a bordo del buque Sinaia. Allí se casó con su primera mujer, Eladia Martín.
En 1941 adquirió la ciudadanía mexicana y renunció a la española. En Acapulco comenzó su verdadera carrera como arquitecto con el diseño de algunas casas y hoteles. En 1950 fundó con los también arquitectos hermanos Fernando y Raúl Fernández Rangel la empresa constructora Cubiertas Ala. En 1953 recibió una cátedra en la Facultad de Arquitectura de la Universidad Nacional Autónoma de México (UNAM). También ese año salen de la empresa los hermanos Fernández Range, quedando sólo su hermano Antonio. La empresa perdurará hasta 1976, aunque Félix la dejó en manos de su hermano en 1969. Durante los 20 años que duró, se elaboraron 1439 proyectos de los que se realizaron 896. La mayoría fueron de tipo industrial, como la estructura en forma de paraguas cuadrado de cemento con el caño de agua de lluvia en la columna central, que proliferan por aparcamientos, gasolineras y, en general, cualquier espacio que requiera de una cubierta ligera, barata, resistente y que ocupe poco espacio en el suelo. Variantes de los paraboloides se utilizaron en iglesias, donde proporcionan un gran espacio despejado para el culto. El punto culminante de la empresa es la edificación del Palacio de los Deportes para los Juegos Olímpicos de México 1968.
Preside de 1961 a 1962 la Charles Eliot Norton Lectures en la Universidad de Harvard. Su esposa falleció en 1963. En 1968 contrajo matrimonio con la también arquitecta norteamericana Dorothy Davies.

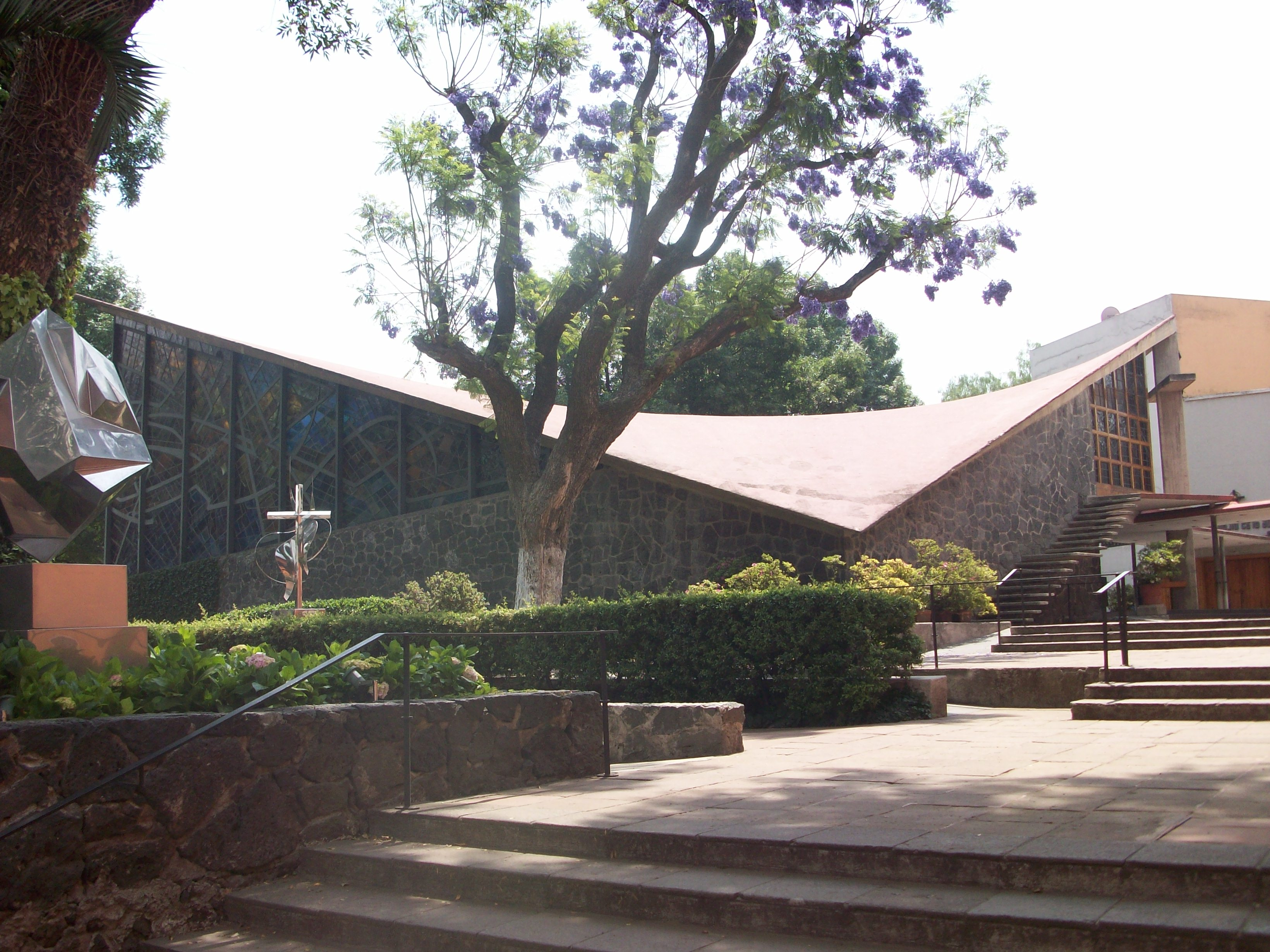
Capilla de Nuestra Señora de la Soledad del Altillo, diseñada por Enrique de la Mora y Palomar. Calculada y construida por Félix Candela

En 1971 emigró a Estados Unidos cuando aceptó una cátedra en la Universidad de Illinois en Chicago hasta 1978, año en que adquirió la ciudadanía estadounidense. Entre los motivos que tuvo Candela para dejar México estuvieron la creciente baja en la  rentabilidad de su empresa y la pérdida de su clase en la Facultad de Arquitectura en la UNAM.  Desde 1979 fue también asesor técnico en la empresa de arquitectura IDEA Center, con base en Toronto. Candela ganó importantes premios y es miembro de numerosas asociaciones internacionales de arquitectura, incluyendo la presidencia de la Academia Internacional de Arquitectura en 1992.

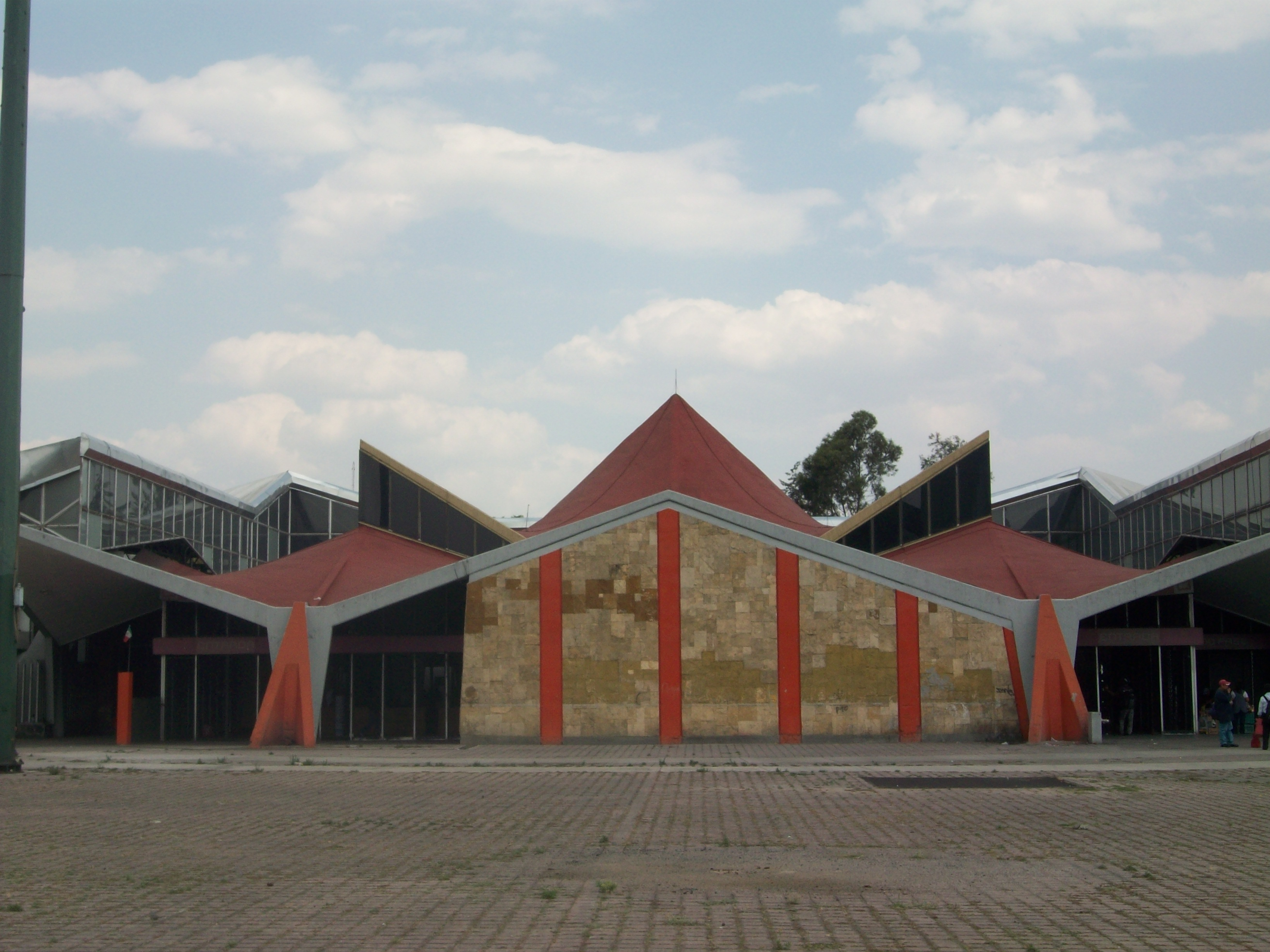
Estación San Lázaro de la línea 1 del Metro de la Ciudad de México

Desde entonces Candela se concentró más en la parte creativa del trabajo. Participa en los proyectos de la Ciudad Deportiva de Kuwait, el Estadio Santiago Bernabeu de Madrid, el Idea Center de Riad y Yanbu, en Arabia, el Centro Cultural Islámico de Madrid, una torre de oficinas en Riad, la cubierta para un estadio en la Universidad Islámica de Riad, la Feria de Muestras de Marbella, la Legislatura de Veracruz, el Master Plan de la Universidad Islámica, la Procuraduría de Xalapa, Veracruzun. De estos años destaca el proyecto para un aeropuerto en Murcia junto con Fernando Higueras, para el que diseñaron paraguas invertidos con voladizos de 12 metros.
También destacan los proyectos que realizó con Emilio Pérez Piñero, pese no llegarse a construir ninguno de ellos.
Mientras realiza su última obra, L'Oceanogràfic, recayó de una vieja dolencia cardíaca por lo que dejó Valencia para volver a Raleigh, Estados Unidos. Falleció en el Hospital de Duke, Durham, el 7 de diciembre de 1997.

## Exposiciones
En España se han desarrollado varios seminarios, cursos y exposiciones sobre la obra de Félix Candela, destacan las exposiciones: Félix Candela, arquitecto, Madrid 1994; Félix Candela: la conquista de la esbeltez, Madrid 2010; Félix Candela, 1910-2010, Valencia 2011.

## Premios recibidos

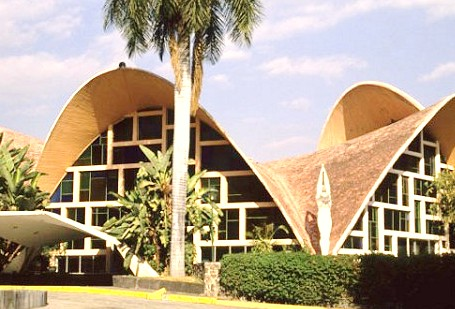
Restaurante del Casino de la selva Cuernavaca, Morelos, México.

- Medalla de Oro de la Institución de Ingenieros Estructurales (Institution of Structural Engineers), en Londres, el 29 de junio de 1961.
- Premio Augusto Perret de la Unión Internacional de Arquitectos, 7 de julio de 1961.
- Doctor honoris causa por la Universidad Santa María (Venezuela), Caracas 1978.
- Doctor honoris causa por la Universidad de Nuevo México, Albuquerque 1978.
- Medalla de Oro de la Arquitectura otorgada por el Consejo Superior de los Colegios de Arquitectos de España (CSCAE), 1981.
- Premio Antonio Camuñas de Arquitectura, 1985.
- Doctor honoris causa por la Universidad Politécnica de Madrid, 1994.

## Obras
- Hotel y apartamentos en Acapulco, 1940 (en asociación con Bringas).
- Comedor y discotheque Mambo en el Hotel Casino de la Selva en Cuernavaca, Morelos.[11]
- Hotel Catedral, junto con su hermano Antonio Candela, Ciudad de México (1947-1948)[12]
- Pabellón de los Rayos Cósmicos en México, D. F., 1951.
- Iglesia de la Virgen de la Medalla Milagrosa en Cd. de México., 1953.Palacio de los Deportes, Ciudad deportiva de la Magdalena Mixchuca, México.

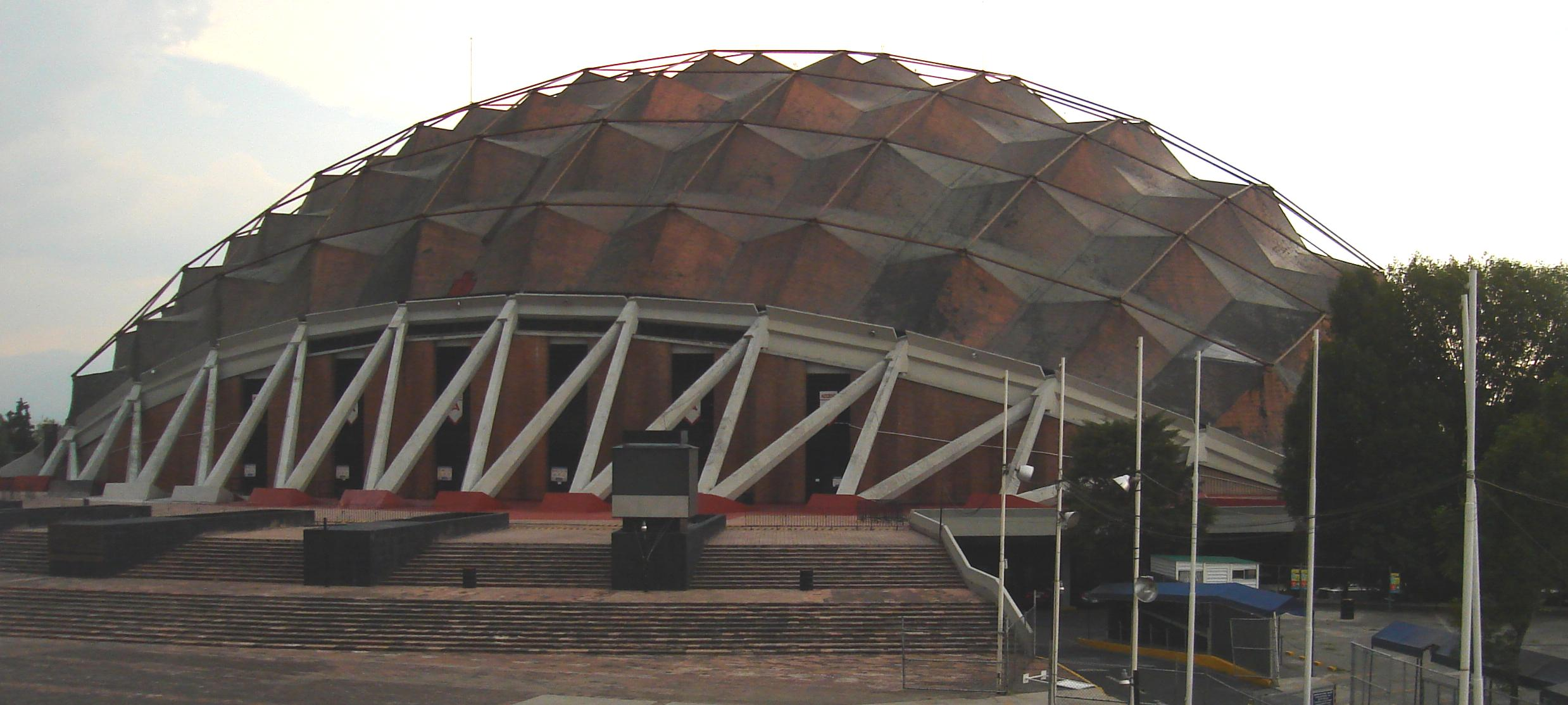
Palacio de los Deportes, Ciudad deportiva de la Magdalena Mixchuca, México.

- Fábrica Celestino Fernández, Colonia Vallejo, México, 1955.
- Cálculo estructural y construcción de la Bolsa de Valores, Ciudad de México, México, 1955. Obra de Enrique de la Mora y Palomar en colaboración con Fernando López Carmona.
- Cálculo estructural y construcción de la Capilla de Nuestra Señora de la Soledad en el Altillo en Coyoacán, México, D. F., 1955. Obra de Enrique de la Mora y Palomar.
- Mercado de Coyoacán, 1956.
- Quiosco de Música, Santa Fe (Distrito Federal), 1956.
- Cálculo estructural y construcción de la Capilla de San Antonio de las Huertas, Tacuba, México, D. F., 1956. Obra de Enrique de la Mora y Palomar.
- Club nocturno La Jacaranda, Acapulco, México 1957.L'Oceanogràfic (El Oceanográfico), Ciudad de las Artes y las Ciencias, Valencia, España.

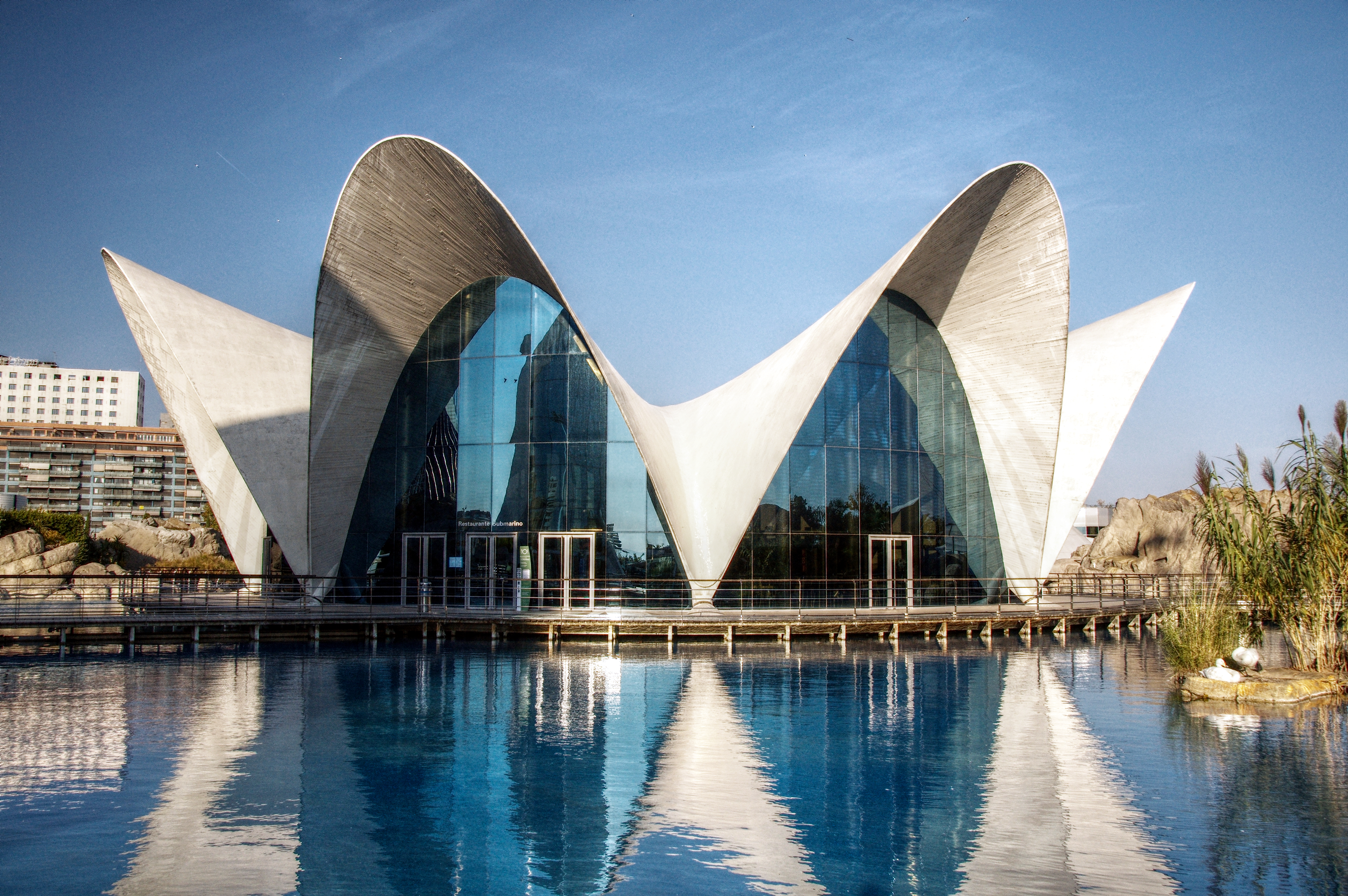
L'Oceanogràfic (El Oceanográfico), Ciudad de las Artes y las Ciencias, Valencia, España.

- Estaciones de San Lázaro, Candelaria y Merced de la línea 1 del Metro de la Ciudad de México.[2][13]
- Restaurante Los Manantiales en Xochimilco, México, D. F. 1957, rehabilitado por Elisa Valero.
- Capilla abierta en Lomas de Cuernavaca, México, 1958.
- Gran camellón escultórico del Paseo de la Reforma, en Lomas de Cuernavaca.
- Cálculo estructural y construcción de la Iglesia de San José Obrero, Monterrey, 1959. Obra de Enrique de la Mora y Palomar.
- Cálculo estructural y construcción de la Capilla de San Vicente Paul en Coyoacán, México, D. F., 1959. Obra de Enrique de la Mora y Palomar.
- Capilla de Santa Mónica, San Lorenzo Xochimanca, México, 1960.
- Planta embotelladora de Bacardí, Tultitlán de Mariano Escobedo, México, 1960.
- Aula Magna del Instituto Anglo Mexicano (The Anglo Mexican Foundation), Colonia San Rafael, México, 1962. Obra de Enrique de la Mora en colaboración con Félix Candela.Parroquia de Nuestro Señor del Campo Florido

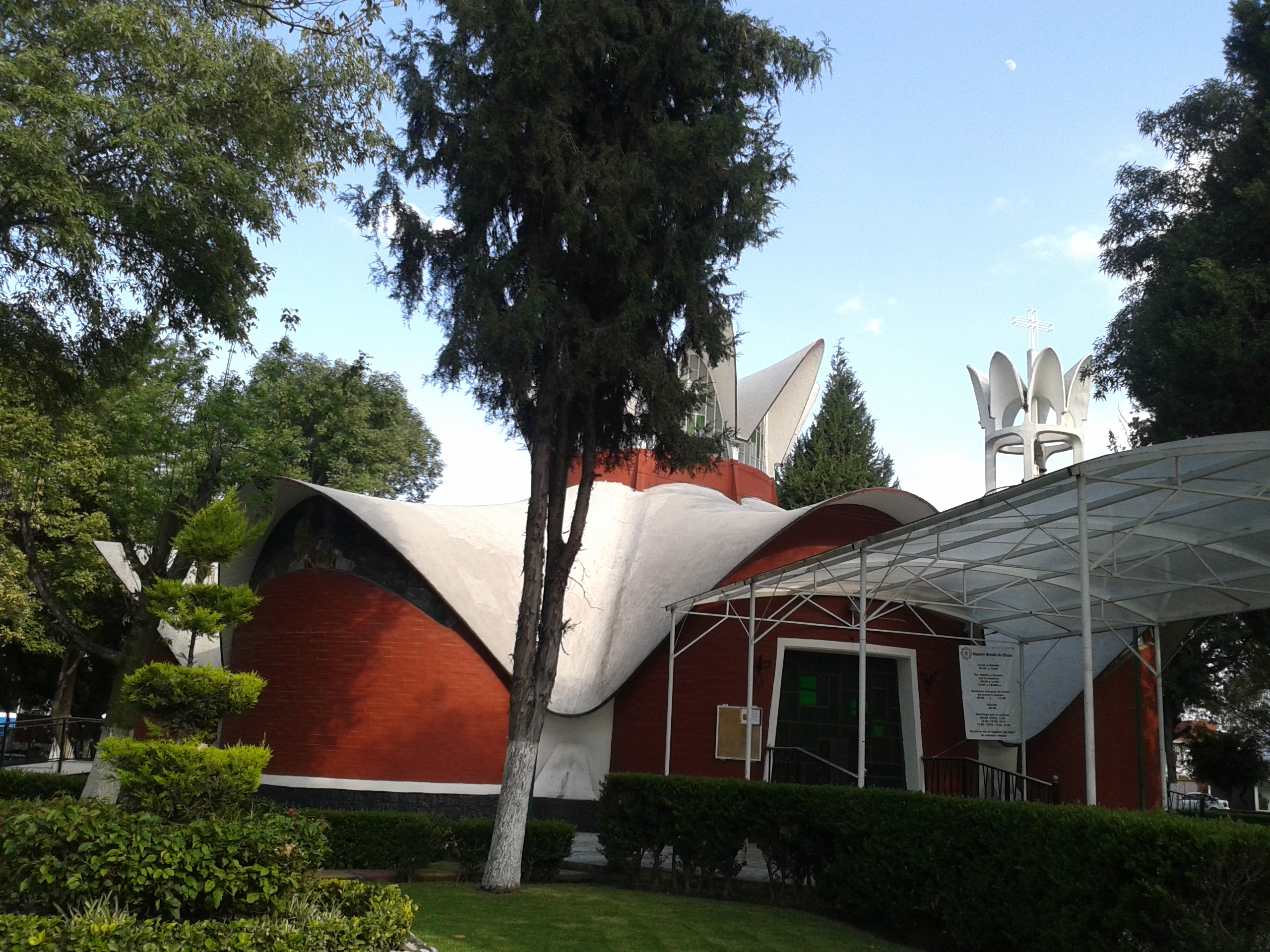
Parroquia de Nuestro Señor del Campo Florido

- Iglesia de Nuestra Señora de Guadalupe en Madrid, España, 1963. Obra de Enrique de la Mora y Palomar en colaboración con Salvador López Peimbert.
- Estación del Tren Escénico de Chapultepec, Segunda Sección del Bosque de Chapultepec, México, D. F., 1964.
- Parroquia del Señor del Campo Florido, Fraccionamiento La Florida, Naucalpan, Estado de México, 1966.
- Palacio de los Deportes (México) para la XIX Olimpiada en México D.F. 1968.
- Parroquia de San Agustín, San Agustín Amiquijtlan, Ecatepec de Morelos, Estado de México. (1967-1969)
- L'Oceanogràfic (El Oceanográfico), Ciudad de las Artes y las Ciencias, Valencia, España, 2002.

## Publicaciones
- En defensa del formalismo y otros escritos, Xarait Ediciones, 1985, 172 páginas, ISBN 84-85434-29-3